# كي كينيون
كي كينيون (بالإنجليزية: Kay Kenyon)‏ (2 يوليو 1956، ميلواكي في الولايات المتحدة)؛ كاتِبة وروائية أمريكية.